# 八雲 (装甲巡洋艦)
八雲（やくも）は大日本帝国海軍が日露戦争前にドイツから購入した最初の装甲巡洋艦。六六艦隊の装甲巡洋艦の第一期拡張計画で整備された艦で、日露戦争から太平洋戦争の戦後まで活動した。

## 艦型
船体形状は典型的な平甲板型船体であり、凌波性を良くするために乾舷を高く取られており、艦首水面下には未だ衝角（ラム）が付いている。
主砲は新設計の「20.3cm (45口径) 砲」を楕円筒形の連装砲塔に纏め、1番主砲塔、司令塔を組み込んだ操舵艦橋、単脚の前檣、等間隔に並んだ三本煙突の後ろに艦載艇置き場、ダビット（ボート・クレーン）の基部を兼ねる単脚の後檣、2番主砲塔の順である。「15.2cm (40口径) 砲」は12基も載せられ、甲板砲廓部4基に舷側に2基の片舷6基が配置された。他には水雷艇対策に艦首・艦尾と上甲板に「8cm (40口径) 単装速射砲」が12基、47mm単装速射砲12基が前檣・後檣・上甲板に分散配置された。

### 火砲等
大日本帝国海軍は列強に先駆けて戦艦・巡洋艦の搭載砲の口径統一に取り組んだ。そのため、本艦を含む6隻の一万トン級装甲巡洋艦の搭載砲は全て一貫していた。この事は兵の教育と弾薬の補給に非常に有利であった。これは、明治初期の艦艇の備砲の口径や使用方法が艦ごとにバラバラで、砲弾の互換性や兵の応用が利かなかった戦訓によるものであった。
本級の主砲は新設計の「20.3cm(45口径)砲」である。これを楕円筒型の連装砲塔に収めた。この砲塔は左右150度に旋回でき、仰角30度･俯角5度であった。重量113kgの砲弾を毎分2発の間隔で発射できた。射程は仰角30度で18,000mである。副砲は「1895年型 15.2cm (40口径) 砲」を採用し、この砲は毎分5発を発射できたが、熟練した兵ならば7発が可能であった。45.4kgの砲弾を俯仰角度は仰角20度・俯角5度で、仰角20度で9,140 mの射程を持っていた。他に、ヴィッカーズ社の「1894年型 8cm (40口径) 速射砲」を単装砲架で12基、47mm単装速射砲を12基、45.7cm魚雷発射管を単装で、艦首部水上に1基、舷側部水中に4基を装備した。

### 機関
ボイラーは当時の最新型高性能機関であるフランス製のベルヴィール式石炭専焼缶を24個。これに直立型三段膨張式四気筒レシプロ機関2基2軸推進とし、出力15,500hp、速力20.5ノットを発揮した。航続距離は石炭1,300トンで速力10ノットで7,000海里と、当時にして大航続距離を誇った。

### 終戦時の状態
- 終戦時兵装
  - 40口径 15.2cm砲 単装 4基
  - 40口径八九式12.7cm連装高角砲 2基（主砲 20.3cm連装砲塔 撤去跡に設置）
  - ８cm高角砲 単装 1基
  - 九六式25mm機銃
    - 3連装 2基
    - 連装 2基
    - 単装 2基
- 要目
  - 長さ：124.66m、幅：19.58m、深さ：7.24m
  - 排水量：10,439トン　（基準排水量　9,010トン）
  - 速力：※ 整備状況が悪かったようで、９ノットが「いっぱいいっぱい」であったとの回想あり

## 艦歴

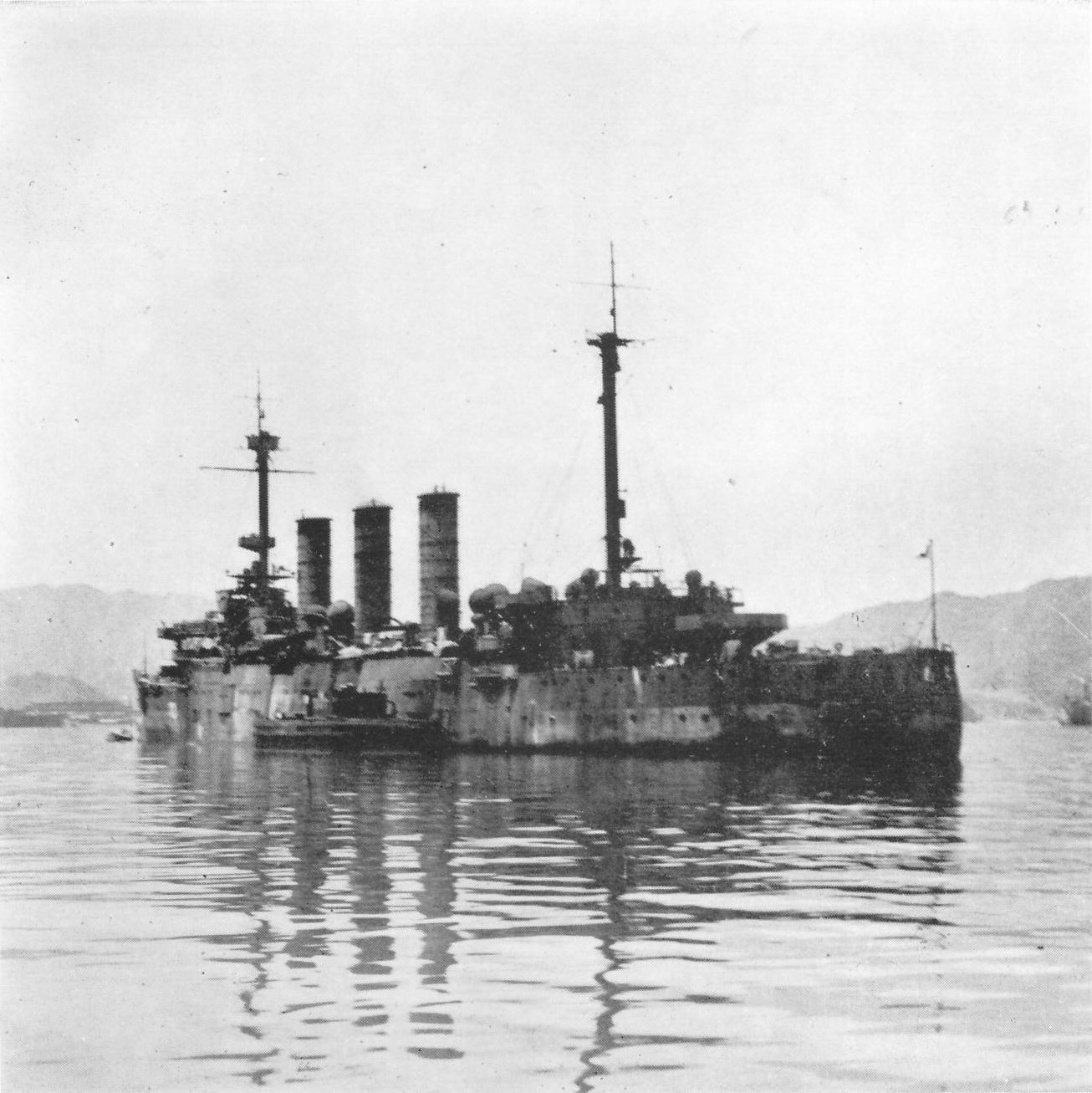
復員船としての役目を終え、舞鶴港に停泊する八雲（1946年8月）

シュテッティン・ヴルカン造船所で建造された。1900年6月20日に領収し、同年6月22日に日本へ回航。同年8月30日、横須賀に到着した。
日露戦争では第2艦隊第2戦隊に所属となり、旅順口攻撃に参加。第2艦隊は途中から旅順を離れウラジオストク巡洋艦隊に当たることになったが、戦力過剰とされ当艦は第1艦隊第3戦隊に臨時編入され、戦隊旗艦として黄海海戦に参加した。日本海海戦では第2艦隊に戻り、敵艦アドミラル・ウシャーコフを撃沈するなどの活躍を見せた。その後、第3艦隊旗艦として樺太占領の際の護衛を果たす。
第1次世界大戦では再び第2艦隊に所属、青島攻略に参加。
その後は、大正から昭和にかけて練習艦隊を編成し、少尉候補生の遠洋航海に従事し、本艦は1939年（昭和14年）まで使用された。その間、1932年（昭和6年）に巡洋艦から海防艦へと類別変更。
旧式ながら太平洋戦争にも従軍。1942年7月1日、一等巡洋艦に類別変更。飛鷹配属を命じられた山西義政（後のイズミ創業者）は、乗り組むはずの同艦が出撃していたため、補給物資とともに八雲に乗艦してトラック島へ追いかけた思い出を回想している。
1945年（昭和20年）5月には20.3cm連装主砲を12.7cm連装高角砲に換装し対空能力の向上が図られた。呉空襲にも生き残り、終戦時には中破状態ながら航行可能だったため、1945年12月1日に呉地方復員局所管の特別輸送艦に指定された。しかし、建造から45年以上経過した老朽艦だったため、北支や台湾など比較的近距離の輸送に使用された。衝角のある古い船体構造であったことから、米軍は八雲の姿に非常に興味を持ったとされる。
1946年6月26日、特別輸送艦の指定を解かれ、7月20日から翌年4月にかけて日立造船舞鶴造船所で解体された。なお、廃艦となる「八雲」のドイツ製の調度品は、中華民国に返還されるにあたり軍艦への復旧工事がされていた雑役船阿多田にのせられた。

## 艦長
※『日本海軍史』第9巻・第10巻の「将官履歴」及び『官報』に基づく。
回航委員長
- 東郷正路 大佐：1899年3月22日 - 1899年12月25日

艦長
- 東郷正路 大佐：1899年12月25日 - 1900年11月1日
- 富岡定恭 大佐：1900年11月1日 - 1901年7月6日
- 安原金次 大佐：1901年7月6日 - 1903年6月25日
- 松本有信 大佐：1903年6月25日 - 1905年11月2日
- 斎藤孝至 大佐：1905年11月2日 - 1906年4月7日
- 仙頭武央 大佐：1906年4月7日 - 1907年7月1日
- 外波内蔵吉 大佐：1907年7月1日 - 1908年8月28日
- 西山実親 大佐：1908年8月28日 - 1908年12月10日
- 秀島七三郎 大佐：1908年12月10日 - 1909年3月4日
- 中野直枝 大佐：1909年3月4日 - 1909年12月1日
- 今井兼胤 大佐：1909年12月1日 - 1911年1月31日
- （兼）江口鱗六 大佐：1911年1月31日[11] - 1911年5月23日[12] （本職：横須賀海軍工廠艤装員）
- 森義臣 大佐：1911年5月23日 - 1911年10月25日
- （兼）原静吾 大佐：1911年10月25日 - 1911年12月1日 （本職：浪速艦長）
- 原静吾 大佐：1912年5月22日 - 1912年7月13日
- 舟越楫四郎 大佐：1912年7月13日 - 1912年11月13日
- 千坂智次郎 大佐：1912年11月13日 - 1913年2月12日
- （兼）千坂智次郎 大佐：1913年2月12日 - 1913年4月1日 （本職：香取艦長）
- 荒川仲吾 大佐：1913年4月1日 - 1914年4月7日[13]
- 下平英太郎 大佐：1914年4月7日 - 1914年12月1日
- 白石直介 大佐：1914年12月1日 - 1915年5月19日[14]
- 桑島省三 中佐：1915年5月19日 - 1915年12月13日
- 吉田孟子 大佐：1915年12月13日 - 1916年4月1日
- 斎藤七五郎 大佐：1916年8月1日 - 1917年12月1日
- 鳥巣玉樹 大佐：1917年12月1日 - 1918年10月18日
- 野村吉三郎 大佐：1918年10月18日 - 1918年11月10日
- 今泉哲太郎 大佐：1918年11月10日 - 1918年11月25日
- 大見丙子郎 大佐：1918年11月25日 - 1919年8月5日
- 宇佐川知義 大佐：1919年8月5日 - 1920年5月1日
- 新納司 大佐：1920年5月1日[15] - 1920年11月20日
- 石渡武章 大佐：1920年11月20日 - 1921年4月1日[16]
- 兼坂隆 大佐：1921年4月1日 - 1922年4月15日
- 河合退蔵 大佐：1922年4月15日 - 1922年12月1日
- 宇川済 大佐：1922年12月1日 - 1924年4月15日
- 鹿江三郎 大佐：1924年4月15日 - 1925年4月15日
- （兼）近藤直方 大佐：1925年4月15日 - 1925年7月10日 （本職：榛名艦長）
- （兼）石川清 大佐：1925年7月10日 - 1925年12月1日 （本職：榛名艦長）
- 植村茂夫 大佐：1925年12月1日 - 1927年2月1日
- 宮部光利 大佐：1927年2月1日[17] - 1927年9月15日[18]
- 鎭田静 大佐：1927年9月15日[18] - 1927年12月1日[19]
- 出光万兵衛 大佐：1927年12月1日 - 1929年2月1日
- （兼）石川哲四郎 大佐：1929年2月1日[20] - 1929年5月1日[21] （本職：日進艦長）
- 山本松四 大佐：1929年5月1日[21] - 1929年11月30日[22]
- （兼）田尻敏郎 大佐：1929年11月30日 - 1930年8月1日 （本職：古鷹艦長）
- 佐藤三郎 大佐：1930年8月1日 - 1931年10月15日
- 新見政一 大佐：1931年10月15日 - 1933年11月15日
- 副島大助 大佐：1933年11月15日 - 1934年2月20日
- 杉山六蔵 大佐：1934年2月20日 - 1935年9月11日
- 千葉慶蔵 大佐：1935年9月11日 - 1935年11月15日
- 中村俊久 大佐：1935年11月15日 - 1936年12月1日
- 宇垣纏 大佐：1936年12月1日 - 1937年12月1日
- （兼）醍醐忠重 大佐：1937年12月1日 - 1938年1月25日 （本職：高雄艦長）
- 前田稔 大佐：1938年1月25日 - 1938年7月1日
- （兼）阿部嘉輔 大佐：1938年7月1日 - 1938年8月20日 （本職：山城艦長）
- 近藤泰一郎 大佐：1938年8月20日 - 1939年2月1日
- （兼）五藤存知 大佐：1939年2月1日 - 1939年5月15日 （本職：陸奥艦長）
- 山崎重暉 大佐：1939年5月15日 - 1939年12月27日
- 緒方勉 大佐：1939年12月27日 - 1940年7月9日
- 久邇宮朝融王 大佐：1940年7月9日 - 1940年11月1日
- 山森亀之助 大佐：1940年11月1日 - 1942年5月5日
- 兄部勇次 大佐：1942年5月5日 - 1942年7月14日
- 加藤文太郎 大佐：1942年7月14日[23] - 1944年8月5日[24]
- 佐々木喜代治 大佐：1944年8月5日[24] - 1945年1月30日[25]
- 寺岡正雄 大佐：1945年1月30日[25] - 1945年5月14日[26]
- 佐藤慶蔵 大佐：1945年5月14日[26] - 1945年9月15日[27]
- 宮田栄造 大佐：1945年9月15日[27] - 1945年10月28日[28]
- 澤村成二 大佐/第二復員官/第二復員事務官/復員事務官：1945年10月28日[28] - 1946年6月26日[29]